# Animaniacs: A Gigantic Adventure
Animaniacs: A Gigantic Adventure je akční videohra založená na enginu hry Jazz Jackrabbit 2, kterou vyvinula společnost EAI Interactive a vydalo SouthPeak Interactive. V Severní Americe byla hra vydána 15. června 1999.

## Hratelnost
Animaniacs: A Gigantic Adventure je 2D plošinovka typu side-scrolling. Hráč v ní ovládá sourozence Warnerovy v jedenácti prostředích, včetně filmového studia Warner Bros., zaoceánské lodi a ledovce. Postavy mají své vlastní zbraně: Wakko má baseballovou pálku, Yakko používá gumovou paličku a Dádou (Dot) umí házet kovadlinou.

## Děj
Thaddeus Plotz po mnoha letech jednání s Yakkem, Wakkem a Dádou nařídí Ralphovi, aby shromáždil všechny produkty Animáků a ukryl je po celém studiu. Taktéž nařídí, aby sourozence Warnery zavřel do psychiatrické léčebny. Všichni tři však utečou a hráč musí všechny ukryté předměty získat zpět.

## Přijetí
Stránka IGN hře udělila hodnocení 3,5 z 10 a označila ji za „hroznou“, zatímco agregátor GameRankings jí udělil nadprůměrné hodnocení 60 %.